# Джалуит
Джа́луит (Тялёэть) (англ. Jaluit, марш. Jālwōj [tʲælʲo̯o͡etʲ], Jālooj [tʲælʲe͡oː͡etʲ]) — атолл в Тихом океане в составе цепи Ралик (Маршалловы Острова). На атолле находится город Джабор, бывшая столица  Маршалловых Островов.

## География

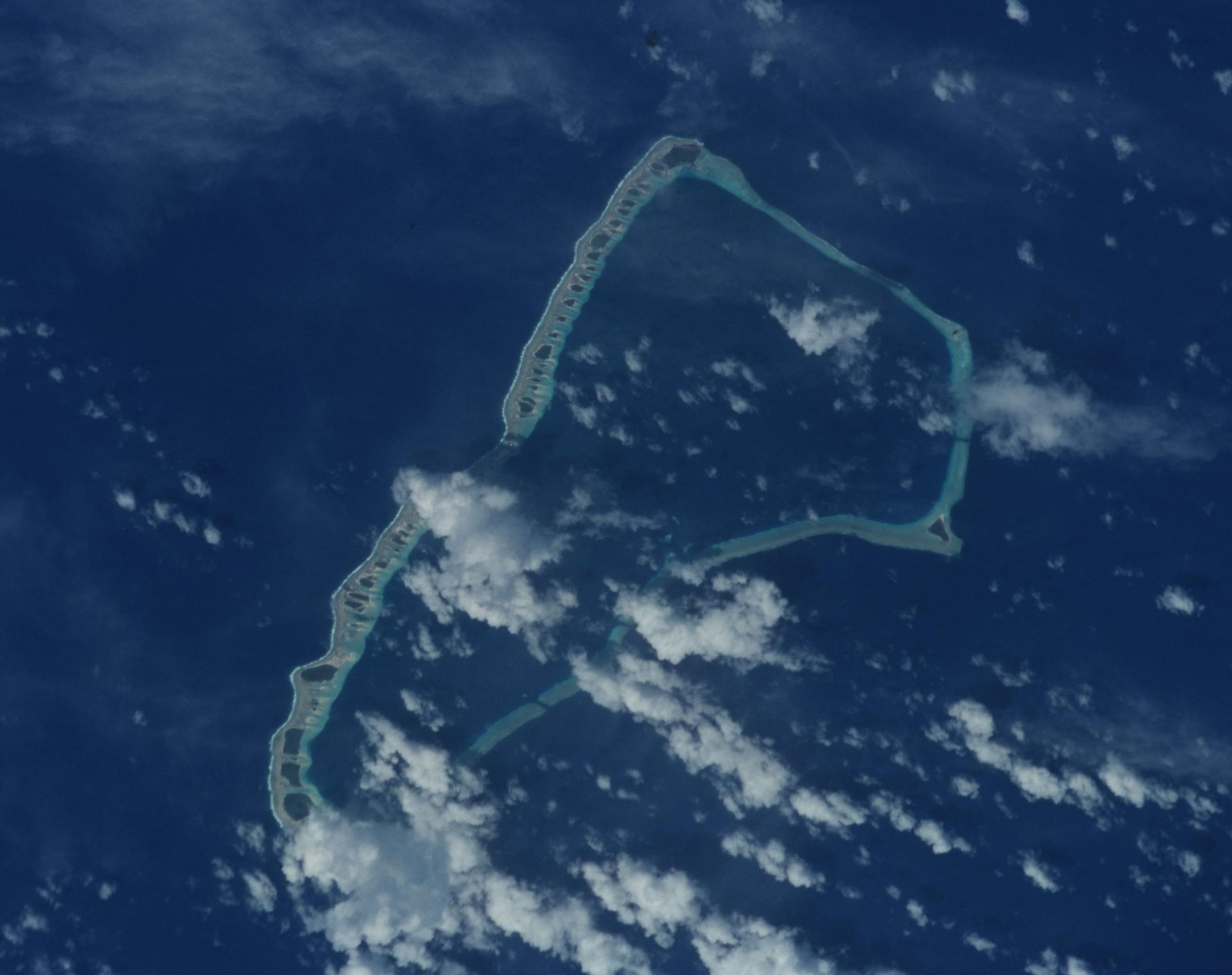
Космический снимок атолла

Джалуит находится в 210 км к юго-западу от острова Маджуро. Ближайший материк, Австралия, расположен в 3400 км.
Атолл имеет треугольную форму. Состоит из 91 островка, или моту. Крупнейший остров — Джалуит (10,4 км²). Длина атолла составляет около 60 км, ширина — 30 км. Площадь сухопутной части Джалуита составляет 11,34 км², площадь лагуны — 689,74 км².
Атолл покрыт густыми зарослями типичной для атоллов растительности. Широко распространена кокосовая пальма, имеются мангровые заросли.
Климат на Джалуите тропический. Случаются разрушительные циклоны.

## История

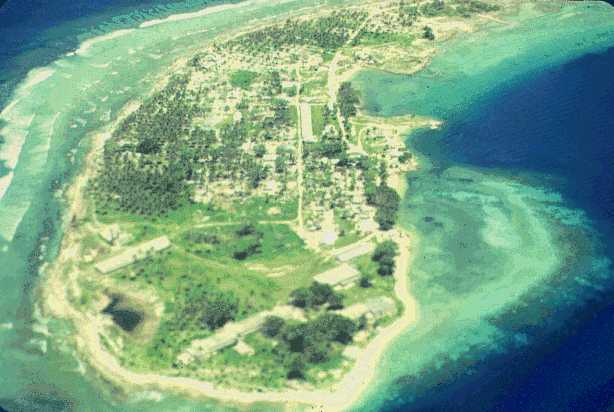
Атолл Джалуит. Вид с высоты в 1978 году

Согласно мифологическим представлениям маршалльцев атолл был создан богом Лова.
Джалуит был впервые открыт европейцами в 1809 году. Это сделал британский капитан Паттерсон, назвавший атолл «Островом Бонхема» (англ. Bonham's Is.). В декабре 1852 года на атолле был зарезан местными жителями американский капитан МакКензи (англ. Capt McKenzie), команда также погибла: в живых остался один человек. 18 декабря 1863 года, 27 августа 1865 года и в последующие годы на Джалуите часто высаживались христианские миссионеры. Впоследствии мимо атолла проплывало множество торговых и китобойных судов.
В 1860-х годах на Маршалловых островах стали появляться первые германские торговцы копрой, а в 1874 году Испания официально объявила о своих притязаниях на архипелаг.
В 1878 году к острову был направлен германское военное судно «Ariadne» под командованием капитана фон Вернера. 26 ноября оно причалило у атолла и сразу был подписан договор о передаче Джалуита Германии. Островитяне исполнили военные танцы для германцев, а чужеземцы, в свою очередь, устроили военный манёвр, чтобы устрашить местных жителей. Впоследствии на Джалуите появилась станция пополнения запаса угля на кораблях.
22 октября 1885 года Маршалловы острова были проданы Испанией Германии, которая управляла архипелагом через Джалуитскую компанию. Официально германский протекторат над островами был установлен 13 сентября 1886 года. С 1 апреля 1906 года все острова архипелага были в составе Германской Новой Гвинеи, подчиняясь окружному офицеру Каролинских островов. В 1914 году Маршалловы острова были захвачены японцами. В 1922 году острова стали мандатной территорией Лиги Наций под управлением Японии. С 1947 года архипелаг стал частью Подмандатной территории Тихоокеанские острова под управлением США. В 1979 году Маршалловы острова получил ограниченную автономию, а в 1986 году с США был подписан Договор о свободной ассоциации, согласно которому США признавали независимость Республики Маршалловы Островов. С тех пор Джалуит — часть Республики Маршалловы Острова.

## Население
В 2011 году численность населения атолла составляла 1788 человек. Основное занятие островитян — производство копры. Джалуит образует один из 33 муниципалитетов Маршалловых Островов. В нижней палате парламента страны (марш. Nitijela) атолл представляют два депутата.

## Города-побратимы
- Новый Тайбэй, Тайвань[10]